# Wadomari
Wadomari (和泊町?, Wadomari-chō) è una cittadina giapponese della Sottoprefettura di Ōshima, che fa parte della Prefettura di Kagoshima, nel Giappone meridionale.
È una delle due municipalità in cui si divide Okinoerabujima, una delle isole Amami, situate nell'estremo sud del paese e nella parte centro settentrionale dell'arcipelago delle Ryūkyū. Insieme all'altra cittadina dell'isola, China, e ad altre municipalità delle Amami forma il Distretto di Ōshima.
A tutto il 1º luglio 2012, Wadomari aveva 6.984 abitanti distribuiti su una superficie di 40,37 km², per una densità di 173 ab./km². Nel territorio comunale si trova l'aeroporto di Okinoerabu, che collega l'isola con Kagoshima, Naha (isola di Okinawa) ed altre località delle Amami.